# Ed Sprokkel
Egidius Antoine Julien (Ed) Sprokkel (Maastricht, 30 juli 1949) is een Nederlands politicus van de PvdA.
Hij groeide op in Heerlen en studeerde Nederlands Recht aan de Rijksuniversiteit Leiden en Bestuurssociologie aan de Universiteit van Tilburg. Na zijn afstuderen en militaire dienst ging hij werken bij het Provinciaal Opbouworgaan in Overijssel. Later werd hij adjunct-secretaris van het College van Bestuur bij de Universiteit van Maastricht. In 1998 werd hij daar directeur van de Faculteit der Psychologie. Daarnaast was hij ook actief in de lokale politiek; zo was hij in Valkenburg aan de Geul zeven jaar gemeenteraadslid en zes jaar wethouder. In oktober 2008 werd Sprokkel de burgemeester van de aangrenzende gemeente Voerendaal. In juli 2014 ging hij met pensioen, maar hij bleef nog enkele maanden aan als waarnemend burgemeester.